# Рікі Шредер
Річард Бартлетт Шредер (англ. Ricky Schroder; 13 квітня 1970, Стетен-Айленд, Нью-Форк, США) — американський актор і режисер. Будучи дитиною-актором, якого назвали Рікі Шредером, він дебютував у фільмі «Чемпіон» (1979), за який став наймолодшим лауреатом премії «Золотий глобус», а потім став дитиною-зіркою в ситкомі «Срібні ложки». Він продовжував зніматися в дорослому віці, зазвичай його називають Ріком Шредером, зокрема як «Ньют» у вестерн -міні-серіалі «Самотня голубка» (1989) і в кримінально-драматичному серіалі NYPD Blue. Він дебютував як режисер у фільмі «Чорна хмара » (2004) і продюсував кілька фільмів і телевізійних серіалів, включаючи антологічний фільм «Шафка 13» і документальний фільм про війну «Сезон бойових дій».

## Раннє життя

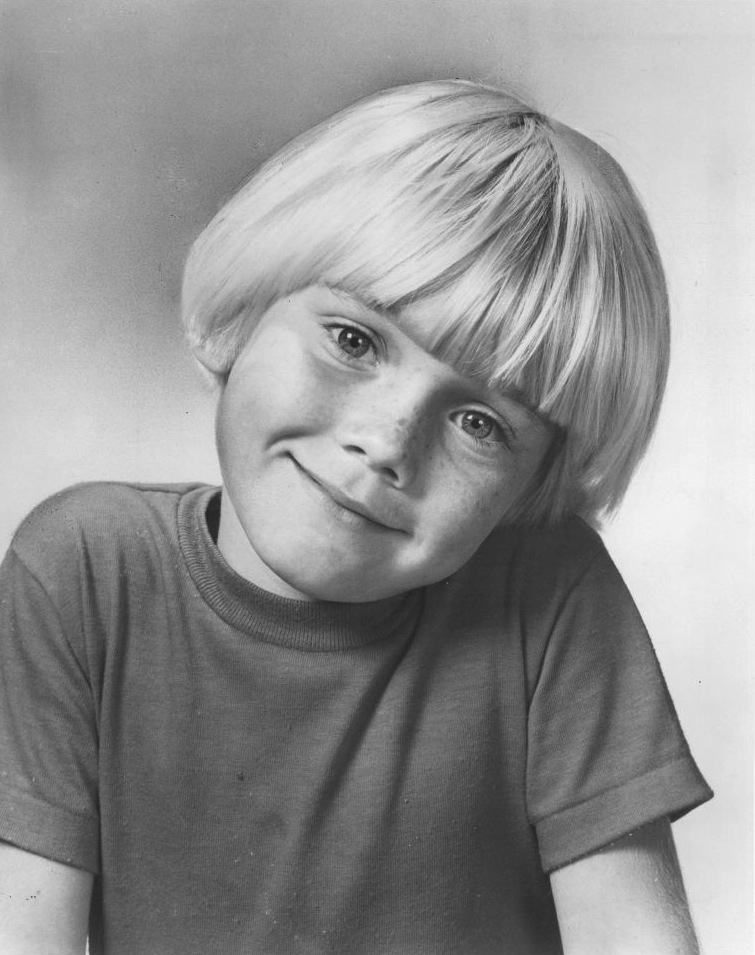
Шредер як дитина-актор у 1976 році

Шредер народився в Брукліні, Нью-Йорк, і виріс на Стейтен-Айленді, був сином Дайан Кетрін Бартлетт і Річарда Джона Шродера, обох колишніх співробітників AT&T. Його дідусь і бабуся по батьківській лінії були німецькими іммігрантами. Мати Шредера залишила роботу, щоб виховувати його та його сестру Доун. У дитинстві Шредер з’являвся в багатьох каталогах, а до шести років він з’явився в 60 рекламних оголошеннях.

## Кар'єра
Шредер дебютував у кіно як син персонажа Джона Войта у фільмі «Чемпіон», ремейку однойменного фільму 1931 року 1979 року. У 1980 році він був номінований і згодом отримав премію «Золотий глобус» за найкращу нову кінозірку року, ставши у дев’ять років наймолодшим володарем «Золотого глобуса» в історії. Після його ролі у фільмі «Чемпіон » батьки забрали Шредера зі школи в третьому класі, щоб зосередитися на кар’єрі. Він переїхав до Лос-Анджелеса з матір'ю, але його батько залишився в Нью-Йорку і зберіг роботу в AT&T. Наступного року Шредер знявся в художньому фільмі Disney «Останній політ Ноєвого ковчега» з Елліоттом Гулдом. Він також зіграв головну роль у фільмі «Маленький лорд Фаунтлерой» разом із Алеком Гіннесом.

## Фільмографія
| Рік  | Назва                            | Роль                                 | Примітки      |
| ---- | -------------------------------- | ------------------------------------ | ------------- |
| 1979 | The Champ                        | Тімоті Джозеф ("TJ") Флінн           |               |
| 1980 | The Last Flight of Noah's Ark    | Боббі                                |               |
| 1980 | The Earthling                    | Шон Дейлі                            |               |
| 1980 | Маленький лорд Фаунтлерой        | Седді Еррол (Little Lord Fauntleroy) |               |
| 1984 | Бродвей Денні Роуз               | Парад подяки знаменитостей           | Не зазначений |
| 1988 | Too Young the Hero               | Келвін Грем                          |               |
| 1990 | Перегони по колу                 | Біллі Мелоні                         |               |
| 1994 | There Goes My Baby               | Палиця                               |               |
| 1995 | Багряний приплив                 | лейтенант Пол Геллерман              |               |
| 2002 | Poolhall Junkies                 | Бред                                 |               |
| 2003 | Обличчя терору                   | Нік Харпер                           |               |
| 2003 | наслідок                         | Джон Вулф                            |               |
| 2004 | Чорна хмара                      | Едді                                 |               |
| 2008 | Подорож до центру Землі          | Джонатан Брок                        |               |
| 2009 | Шафа 13                          | Томмі Новак                          |               |
| 2010 | Зроблена кров підпишіть моє ім'я | Вернон Тайсон                        |               |
| 2010 | Відведіть Його до грека          | себе                                 |               |